# Fantcha

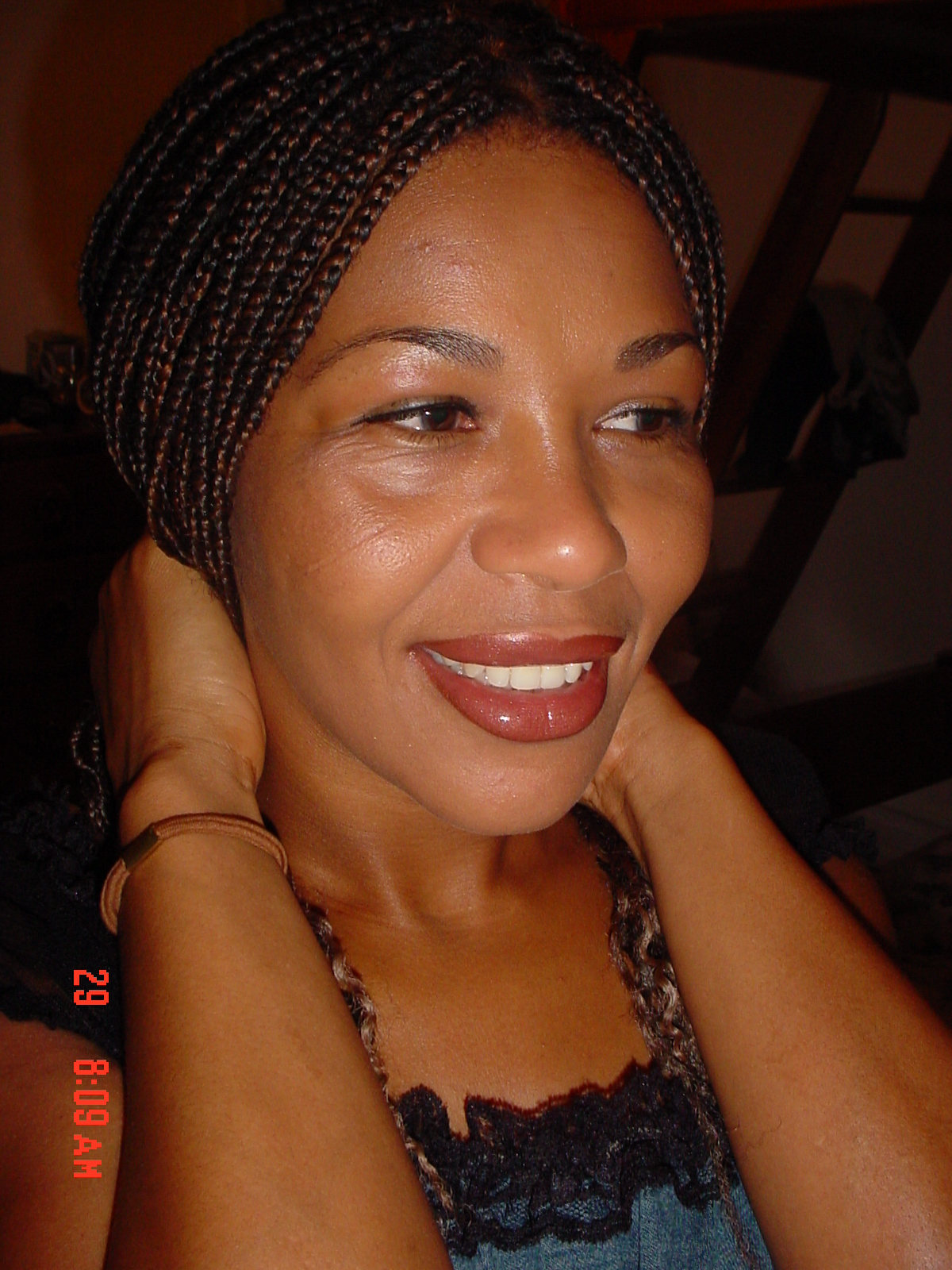

Francelina Durão Almeida, (Mindelo, 1965), conocida artísticamente como Fantcha, es una cantante de caboverdiana, conocida popularmente por su morna tradicional.

## Trayectoria
Nació en Mindelo, en la Isla de São Vicente, en 1965. A los 10 años actuó con Flores de Mindelo, un grupo de voces femeninas, lo que le permitió conocer al compositor Ti Goi (Gregório Gonçalves), uno de los nombres más importantes de la música caboverdiana de la época. A través de él, Fantcha conoció a Cesária Évora, que la apadrinó artísticamente.
En 1988, se trasladó a Boston, tras pasar una temporada allí con Cesária Évora acompañándola en sus giras, para acabar instalándose poco después en Nueva York. Su primer álbum, Criolinha (1988), grabado en Portugal, alcanzó notoriedad internacional. Logró hacerse reconocida en el mercado estadounidense, actuando en festivales como el Hollywood Bowl, el Chicago World Music Festival o el Summerstage de Nueva York.

## Discografía
- Criolinha (Lusafrica, 1998)
- Viva Mindelo (Lusafrica, 2001)
- Amor Mar e Musica (RB Records, 2009)